# 上海台商子女學校
上海臺商子女學校（英語： Shanghai Taiwanese Children's School），簡稱上海臺商學校、SHTCS ，是一所設立於中國大陸上海市的台商子女學校，現有幼兒園、小學、中學。

## 歷史
學校成立於2005年，最初名稱為「上海台胞子女學校」，設於閔行區顧戴路，當時僅有幼稚園及國小部。2006年時增設國中部，同時遷移至位於閔行區華漕鎮的現址。2008年再增設高中部。
在2005年成立之時，中華民國教育部認為學校名稱中使用「台胞」用詞有矮化嫌疑，要求改使用「台商」用詞，否則無法獲得設校許可，因此學校向上海申請變更為現名後，才在2007年獲得教育部的設校許可。